# Unkeroda
Unkeroda ist der bedeutend größere Siedlungsteil des Ortsteils Wolfsburg-Unkeroda der Gemeinde Gerstungen im Wartburgkreis und befindet sich etwa einen Kilometer nördlich vom Kern der Ortslage Wolfsburg im Tal der Elte. Die geographische Höhe des Ortes beträgt 280 m ü. NN.
Die erste urkundliche Erwähnung von Unkeroda datiert aus dem Jahr 1197. Der Ort gehörte im Mittelalter zum Amt Wartburg, die Einwohnerzahl blieb bis in das 19. Jahrhundert gering. Seit dem 16. Jahrhundert erfuhr der landwirtschaftlich geprägte Ort eine erste starke Belebung durch den Bergbau. Im späten 19. Jahrhundert wurde Unkeroda als Ausflugsort für Besucher aus der 5 km nördlich gelegenen Nachbarstadt Eisenach bedeutsam, dies hatte den Bau von Gaststätten zur Folge.
Die ausführliche Ortsgeschichte wurde im Hauptartikel Wolfsburg-Unkeroda dargestellt.

## Persönlichkeiten
- Karl Hermann (* 1885 in Unkeroda; † 1973 in Eisenach), Politiker der SPD und später der SED